# Kajetán Matoušek
Kajetán Emilián Matoušek (7. srpna 1910 Praha – 19. října 1994 Praha) byl český římskokatolický duchovní, světící biskup pražský, titulární biskup serigenský a duchovní převor českého velkopřevorství Vojenského a špitálního řádu sv. Lazara Jeruzalémského.

## Život a činnost

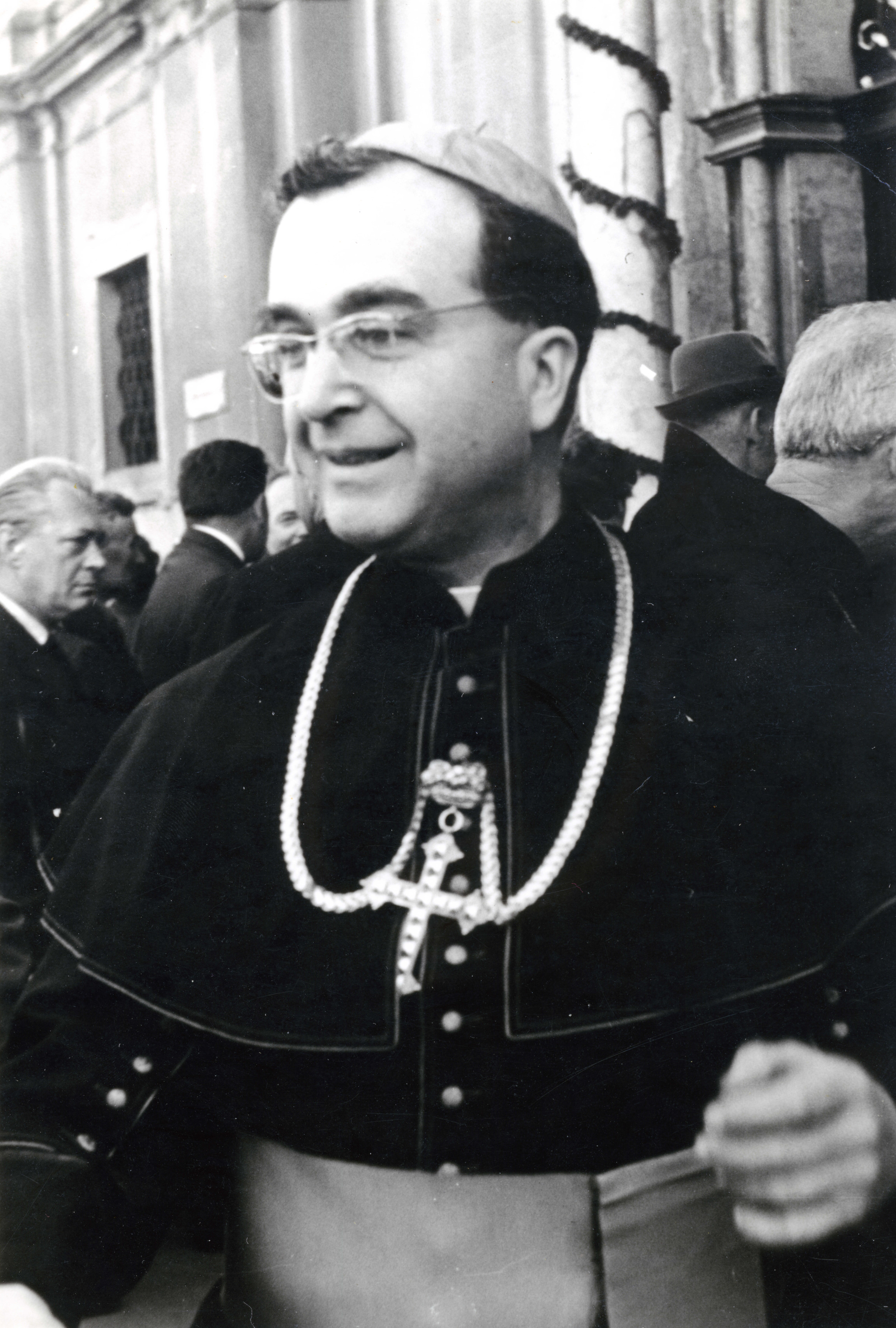
Biskup Matoušek při Národní pouti na Velehradě v roce 1985

Na kněze byl vysvěcen 22. prosince 1934. V situaci, kdy komunistická vláda v Československu stupňovala pronásledování katolické církve a postupně začalo docházet k persekuci špiček katolické církve v Československu, byl na základě tzv. mexických fakult jako jeden z prvních tajně jmenován dne 29. srpna 1949 světícím biskupem pražským a titulárním biskupem serigenským. Biskupské svěcení proběhlo 17. září 1949 v Praze.
V roce 1948 byl přijat do Vojenského a špitálního řádu sv. Lazara Jeruzalémského. Na faře u kostela kostele sv. Vojtěcha na Novém Městě, kde byl farářem, zřídil na začátku padesátých let tajnou řádovou kapli sv. Lazara a pomohl tak řádovým členům duchovně přežít období totalitního pronásledování. Kaple byl odhalena StB na konci padesátých let a veškerý její inventář byl zabaven při razii. Lazariáni však nadále v tajnosti působili při kostele sv. Vojtěcha a biskupa Matouška. Po smrti Mořice Píchy v roce 1956 jej nahradil ve funkci duchovního převora českého velkopřevorství, kterým zůstal až do své smrti. Byl nositelem církevního velkokříže tohoto řádu.
Jako jeden z mála směl jakožto duchovní v tehdejším komunistickém Československu působit. Nejspíš i vzhledem k tomu, že se podařilo skutečnost jeho biskupského svěcení utajit, se vyhnul internaci. Až do roku 1989 tak zůstal farářem na Novém Městě pražském, kde tak v naprosté tichosti vysvětil tajně celou řadu kněží včetně Antonína Lišky, kterému po nějaké době udělil také biskupské svěcení.
Tzv. státní souhlas k výkonu biskupské funkce však dostal až v době uvolnění poměrů v období pražského jara, dne 26. července 1968. Už 9. května 1968 byl na konferenci České katolické charity zvolen jejím novým předsedou. Jeho činnost biskupa však trvala jen krátce, neboť byla přerušena událostmi po vpádu sovětských vojsk do Československa v srpnu 1968. V této době, až do své smrti žil a působil ve farnosti u kostela sv. Vojtěcha v Praze za Národním divadlem. Posledním jeho veřejným vystoupením v době normalizace byla účast na oslavách tisícího výročí (1970) první písemné zmínky o obci Kunice a založení tamního kostela sv. Máří Magdalény.

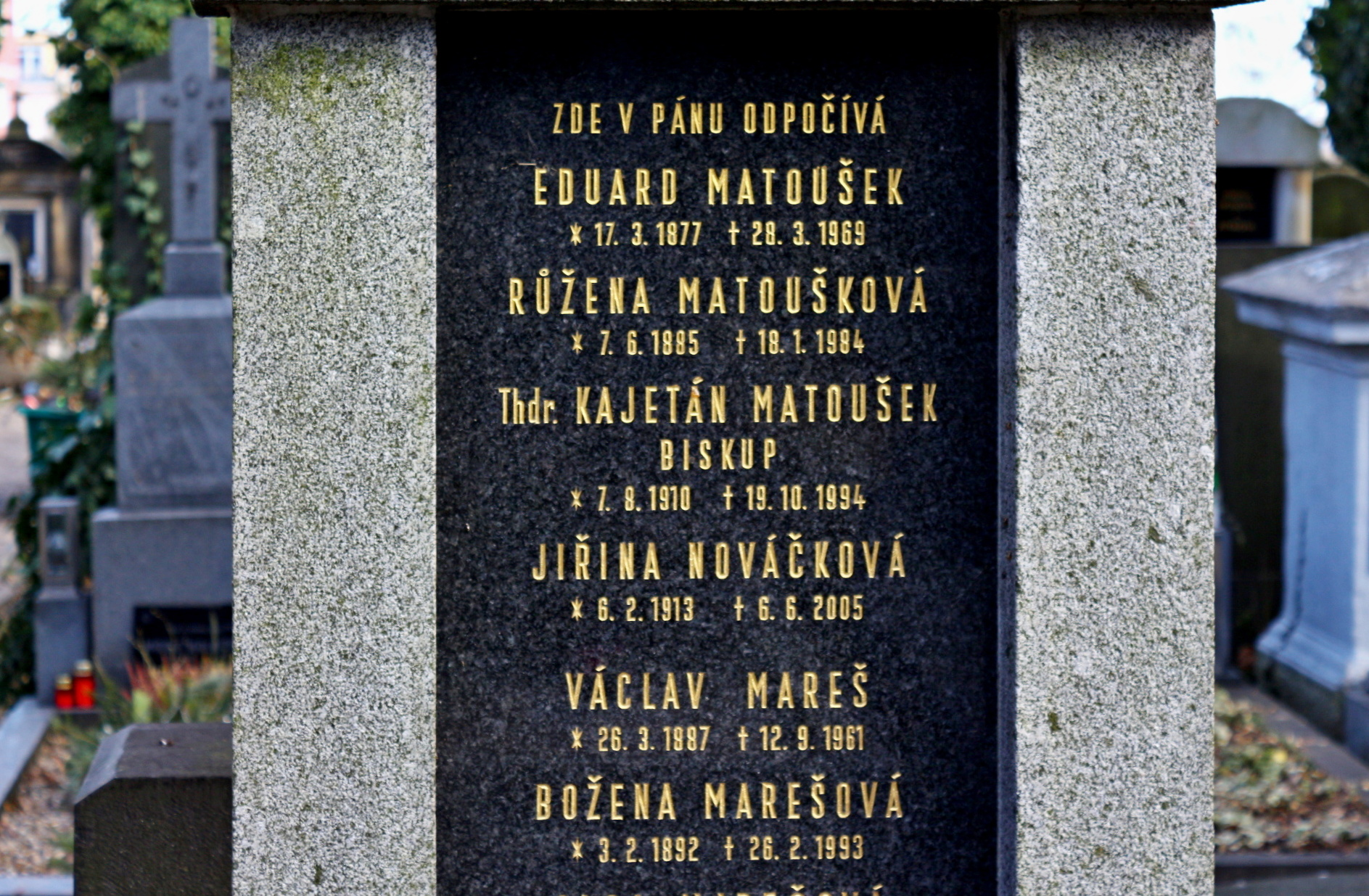
Náhrobek ThDr. Kajetána Matouška na pražském hřbitově Malvazinky (na náhrobku je uvedeno datum úmrtí 19. října)

Vykonávat činnost biskupa mu bylo opět umožněno až 19. května 1988. Na funkci světícího biskupa rezignoval 5. června 1992 a dne 19. října 1994 zemřel. Byl členem Českého velkopřevorství Řádu sv. Lazara.